# 学習物理学
学習物理学（がくしゅうぶつりがく　英: Machine Learning Physics）とは、物理学と機械学習の2分野の垣根を超えて互いの分野の発展を目指して作られた学問である。

## 古典力学と機械学習

### 物理学情報ニューラルネットワーク・PINNs
古典物理学の法則は通常、微分方程式で記述される。機械学習では、そのような微分方程式を解く順問題と、解の振る舞いが知られている場合にそれが従う物理法則を探求するという逆問題の両方に対応可能である。これらを機械学習で解決する代表的手法が Physics-Informed Neural Networks（PINNs） であり、これは偏微分方程式で表される物理法則をニューラルネットワークの損失関数に組み込んで学習する手法である。ニューラルネットワークは万能近似定理により、十分に大きければ任意の関数を近似できるため、物理の場、いわゆる時空の関数を表現できる可能性がある。関数{\displaystyle f_{\theta }(t,x)} をネットワークの出力とし、微分方程式
{\displaystyle {\partial  \over \partial t}f=F(t,x,f)}
を満たすように、誤差関数
{\displaystyle \varepsilon =\int dtdx{\Bigl (}{\partial  \over \partial t}f-F(t,x,f){\Bigr )}^{2}}
を最小化することで、物理法則を満たす解を得る。ここで右辺のFはfに作用する微分を含んでおり、例を挙げると典型的にラプラシアンなども含まれる。オイラー・ラグランジュ方程式など高階微分が含まれる場合も、ハミルトン形式により一階微分で扱える。 微分方程式を解くには初期条件が必要であり、例えば{\displaystyle f_{\theta }(t=t_{0},x)=g(x)}を満たす場合、誤差関数に初期条件項{\displaystyle \int dx[f_{\theta }(t=t_{0},x)-g(x)^{2}]}を加える。さらに実験データ{\displaystyle D={\biggl (}(t_{i},x_{i},g_{i}){\biggr )}_{i=1}^{N}}を解に反映させるには、誤差関数に{\displaystyle \varepsilon _{D}=\sum _{i=1}^{N}[f(t_{i},x_{i})-g_{i}]^{2}}を加える。この手法の利点は、
(1) 実験データと矛盾しない解を得られること
(2) 微分方程式に不定性があっても適用できることである。
例えば係数λが未知の場合でも{\displaystyle {\partial  \over \partial t}f=F(t,x,f;\lambda )}として誤差最小化によりλを学習で決定できる。 

### ニューラルネットワークの局所性
フィードフォワード型のニューラルネットワークでは各層{\displaystyle x^{(l)}}が直前の層{\displaystyle x^{(l-1)}}で決まり、これは物理学の局所性に対応する。つまり、層を時空方向に見立てると、ある点の測定値は隣接点にのみ影響するという考え方である。

#### 層内の局所性

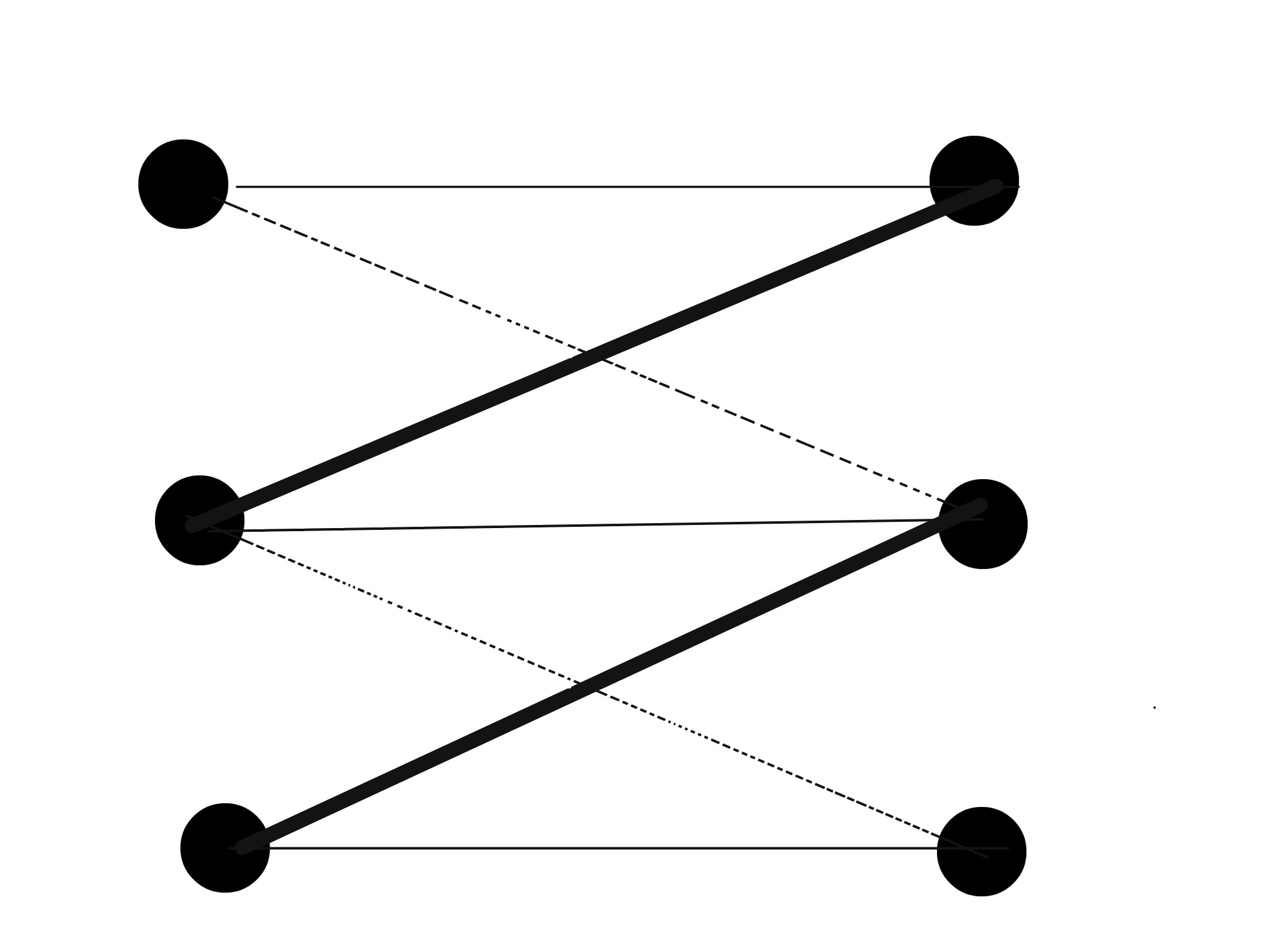
畳み込みニューラルネットワークは空間局所性を持っているニューラルネットワークである。

層内のユニットに空間的な意味を持たせるなら、全結合ニューラルネットワークよりも局所性を持つ畳み込みニューラルネットワークを用いるべきである。右図の縦方向を座標{\displaystyle x}の空間を離散化したものとし、離散点を{\displaystyle x=x_{k}=k\Delta x(k=\ldots ,-1,0,1,2\cdots )}とする。このとき入力は場{\displaystyle \phi (x)}の各点での値となり、層内のk番目のユニットの入力は{\displaystyle \phi (x_{k})}となる。
時間方向も離散化すると発展方程式は{\displaystyle \phi (t_{n+1},x_{k})=\phi (t_{n},x_{k})+(\Delta t)f(\phi (t_{n},x_{k}))}のように表せる。ここで、{\displaystyle f}は空間微分を含む演算子であり、
{\displaystyle f\sim w\phi (t,x)+w_{i}^{'}{\partial  \over \partial x_{i}}\phi (t,x)+w_{ij}^{''}{\partial  \over \partial x_{i}}{\partial  \over \partial x_{j}}\phi (t,x)+\cdots }
と書ける（「{\displaystyle \sim }」は連続極限での表現を意味する）。離散化された形では、
{\displaystyle f\phi (t_{n},x_{k})=w\phi (t_{n},x_{k})+w^{'}{\Bigl (}\phi (t_{n},x_{k+1})-\phi (t_{n},x_{k}){\Bigr )}(\Delta x)+w^{''}{\Bigl (}\phi (t_{n},x_{k+1})-2\phi (t_{n},x_{k})+\phi (t_{n},x_{k-1}){\Bigr )}(\Delta x)^{2}+\cdots }
となる。つまり、微分の階数が上がるほど、より遠くのユニットとの結合が必要になる。物理学における局所性は微分の階数を有限に保つことで成立しており、これはニューラルネットワークにおいても同様である。

## 量子力学と機械学習
エネルギー期待値が基底状態に近いかどうかはテンソルネットワーク波動関数などで評価できる。テンソルネットワークは量子状態を正規直行基底で展開した係数を小さなテンソル積の縮約で記述した波動関数であり、この係数をニューラルネットワークで表したものがニューラルネットワーク波動関数である。一部のNN波動関数は電子系のジャストロー相関因子を表現でき、またNN波動関数の一部とテンソルネットワーク波動関数の一部は同等である。

### 例：小さな量子系におけるNN波動関数の適用
一次元横磁場イジング模型のハミルトニアンは
{\displaystyle {\hat {H}}_{Ising}=-\sum _{i=1}^{L}{\hat {\sigma }}_{i}^{z}{\hat {\sigma }}_{i+1}^{z}-g\sum _{i=1}^{L}{\hat {\sigma }}_{i}^{x}}である。ここで{\displaystyle {\hat {\sigma }}^{\alpha }(\alpha =x,z)}はパウリ演算子であり、{\displaystyle {\hat {\sigma }}^{z}|\uparrow \rangle =|\uparrow \rangle }, {\displaystyle {\hat {\sigma }}^{z}|\downarrow \rangle =-|\downarrow \rangle }, {\displaystyle {\hat {\sigma }}^{x}|\uparrow \rangle =-|\downarrow \rangle }, {\displaystyle {\hat {\sigma }}^{x}|\downarrow \rangle =-|\uparrow \rangle }と作用する。周期境界条件として{\displaystyle {\hat {\sigma }}_{L+1}^{z}={\hat {\sigma }}_{1}^{z}}を課す。{\displaystyle g(>0)}は横磁場の強さ、{\displaystyle L}はサイト数である。熱力学極限で{\displaystyle g}を変化させると量子相転移が起こり、{\displaystyle g<1}で自発的対称性の破れを伴う強磁性相、{\displaystyle g>1}で対称性の破れない常磁性相となる。

## トランスフォーマ
学習物理学ではトランスフォーマは場の理論の相互作用の一種であると考えられる。場の理論では高次の相互作用が運動方程式に存在するが、自身の積を取る構造はトランスフォーマの自己注意機構と似ている。重みをゲージ場、バイアスをヒッグス場と解釈すると、ニューラルODEの対称性が重力場の基本対称性と一致する。なので、ニューラルネットワークは重力と時空構造と等価な幾何学的存在である。

## 年表

Adsブラックホールのペンローズ図

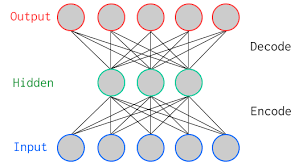
オートエンコーダ

- 2016年ー富谷昭夫と田中章詞は、囲碁AIであるアルファ碁の活躍に驚嘆し、機械学習の凄やさや物理学への応用可能性を感じて、研究を始めた。[1]

- 2017年ー橋本幸士は、2017年、ある研究会を開いた。その中である講演者が見せたオートエンコーダがAdsブラックホールのペンローズ図のように見えた。そこから、物理学にAIを適用できるかもしれないと考えた。[4]
- 2022年ー「『学習物理学』の創成ー機械学習と物理学の融合新領域による基礎物理学の変革」という領域が誕生[5]
- 2023年-学習物理学の国際会議が開かれる。[6]

## 背景
2016年、橋本幸士ら物理学者は日本物理学会の年次大会の講演を聞くためにある会場から他の会場へと走っていた。原子核理論の講演会場へあるところの講演会場向かおうとする時、走っている物理学者たちは機械学習を物理学に適用したいといった趣旨を持った物理学者たちだった。その後、その物理学者たちは飲み会に行き、現在「学習物理学」を研究している研究者が集まった。そしてその三ヶ月後、AIを物理学の問題に適用した物理学者たちが講演する研究会が開かれた。その時に「学習物理学」が生まれた。これらの研究は計算物理学、素粒子物理学、原子核物理学、物性物理学、量子重力論、統計力学にまで及んでいる。その波を産む基礎となっているため、2022年度、橋本幸士を代表とする「『学習物理学』の創成－機械学習と物理学の融合新領域による基礎物理学の変革」(通称:学習物理)と言う領域が発足した。